# Кукун
Куку́н (рос. Кукун) — село у складі Петровськ-Забайкальського району Забайкальського краю, Росія. Входить до складу Катангарського сільського поселення.

## Населення
Населення — 4 особи (2010; 6 у 2002).
Національний склад (станом на 2002 рік):
- росіяни — 100 %